# Джонс, Эрл (легкоатлет)
Эрл Джонс (англ. Earl Jones; род. 17 июля 1964, Чикаго) — американский легкоатлет, специалист по бегу на средние дистанции. Выступал за сборную США по лёгкой атлетике в 1980-х годах, обладатель бронзовый медали летних Олимпийских игр в Лос-Анджелесе, победитель ряда стартов национального и международного значения.

## Биография
Эрл Джонс родился 17 июля 1964 года в Чикаго, штат Иллинойс.
Занимался лёгкой атлетикой во время учёбы в старшей школе Taylor Center High School в Тейлоре, Мичиган, затем поступил в Университет Восточного Мичигана, где состоял в местной легкоатлетической команде «Истерн Мичиган Иглс» и регулярно принимал участие в различных студенческих соревнованиях, в частности в 1983 году становился серебряным призёром чемпионата Национальной ассоциации студенческого спорта (NCAA) в Хьюстоне.
В июне 1984 года на национальном олимпийском отборочном турнире в Лос-Анджелесе Джонс превзошёл всех своих соперников в беге на 800 метров, финишировав почти одновременно с Джонни Грэем, и установил при этом новый рекорд США — 1:43.74. Благодаря этому успешному выступлению вошёл в основной состав американской сборной и удостоился права защищать честь страны на домашних летних Олимпийских играх в Лос-Анджелесе. В финале 800-метровой дистанции с результатом 1:43.83 финишировал третьим и завоевал бронзовую олимпийскую награду, уступив только бразильцу Жуакину Крусу и британцу Себастьяну Коу.
В 1985 году Джонс одержал победу в первом дивизионе чемпионата NCAA в Остине, взял бронзу на чемпионате TAC в Индианаполисе.
В 1986 году совершил большой тур по Европе, выступил на международных турнирах в Норвегии, Франции, Венгрии, Швейцарии, Бельгии, Италии, Великобритании, Нидерландах, Ирландии. На соревнованиях в швейцарском Цюрихе улучшил личный рекорд в беге на 800 метров до 1:43.62. Дважды выбежал милю из четырёх минут, показав время 3:58.76 и 3:58.98. По окончании сезона завершил спортивную карьеру.